# Бракмон
Бракмон (фр. Bracquemont) насеље је и општина у северној Француској у региону Горња Нормандија, у департману Приморска Сена која припада префектури Дјеп.
По подацима из 2011. године у општини је живело 864 становника, а густина насељености је износила 178,51 становника/km². Општина се простире на површини од 4,84 km². Налази се на средњој надморској висини од 85 метара (максималној 97 m, а минималној 0 m).

## Демографија
| 1962. | 1968. | 1975. | 1982. | 1990. | 1999. | 2011. |
| ----- | ----- | ----- | ----- | ----- | ----- | ----- |
| 495   | 550   | 658   | 786   | 821   | 830   | 864   |

График промене броја становника у току последњих година